# 乾州街道
乾州街道，是中华人民共和国湖南省湘西土家族苗族自治州吉首市下辖的一个乡镇级行政单位。

## 行政区划

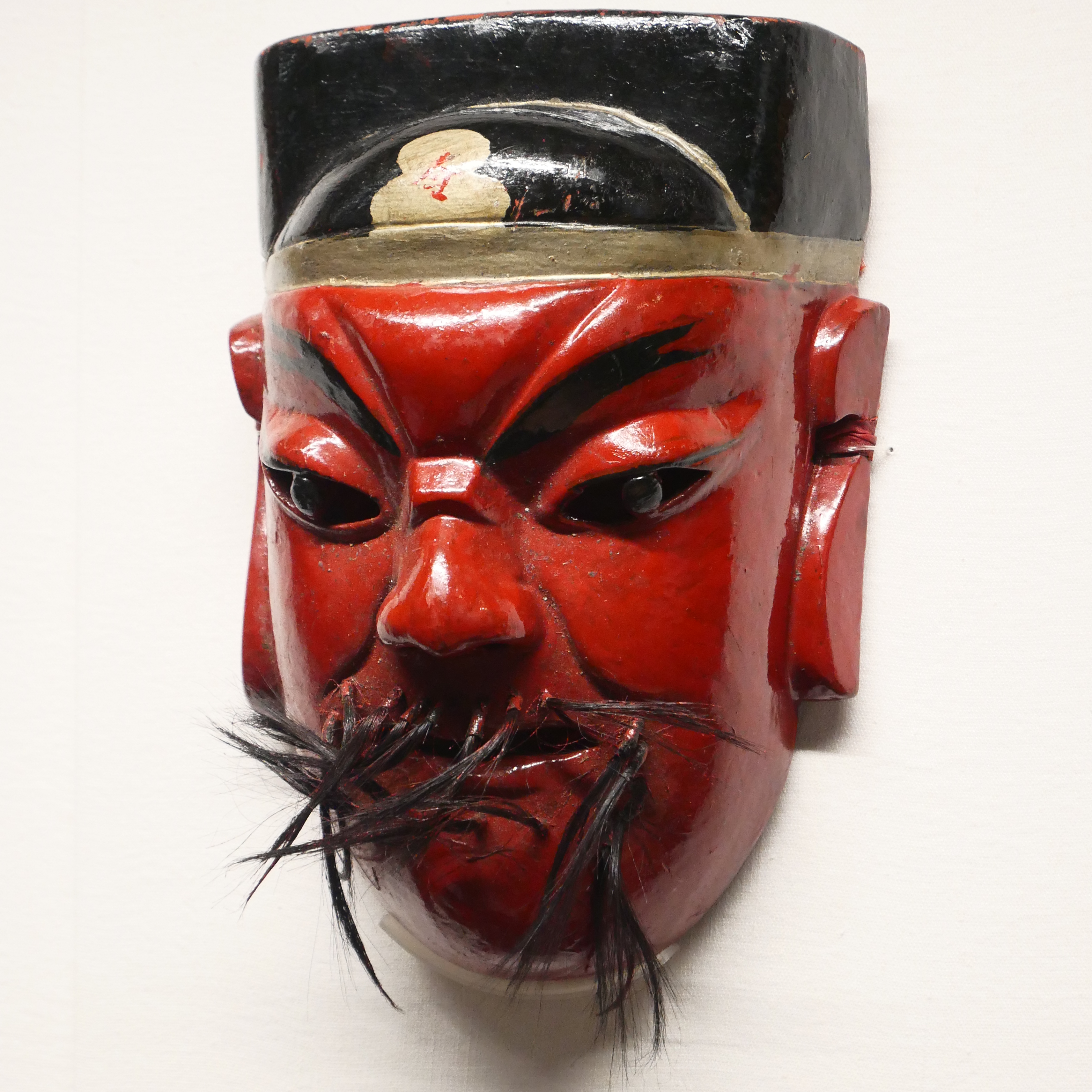
還儺願儀式判官面具（西門口村坪雲）

乾州街道下辖以下地区：
蔬菜社区、接丰社区、竹园社区、古城社区、小溪桥社区、云峰社区、兔岩社区、漩潭社区、狮子社区、兴隆社区、树岩桥村、吉庄村、小庄村、金坪村和大庭村。